# Râul Gîrbovăț, Coșuștea
Râul Gîrbovăț este un curs de apă, afluent al râului Coșuștea. 